# Boulay-Moselle
Boulay-Moselle (tedesco: Bolchen) è un comune francese di 5 018 abitanti situato nel dipartimento della Mosella nella regione del Grand Est.

## Società

### Evoluzione demografica
Abitanti censiti

## Amministrazione

### Gemellaggi
- Mengen